# Фридерика Доротея София Бранденбург-Шведтская
Фридерика Доротея София Бранденбург-Шведтская (нем. Friederike Dorothea Sophia von Brandenburg-Schwedt; 18 декабря 1736, Шведт — 9 марта 1798, Штутгарт) — принцесса Бранденбург-Шведтская и в замужестве герцогиня Вюртемберга. Мать императрицы Марии Фёдоровны, супруги императора Павла I.

## Биография
Фридерика Доротея София родилась в семье маркграфа Фридриха Вильгельма Бранденбург-Шведтского (1700—1771) и его супруги Софии Доротеи Марии Прусской (1719—1765), младшей сестры короля Пруссии Фридриха Великого.
29 ноября 1753 года Фридерика Доротея София вышла замуж за герцога Фридриха Евгения Вюртембергского (1732—1797). Супруги сначала проживали в Трептове, а с 1769 года — в графстве Мёмпельгард на левом берегу Рейна. Фридерику описывают как умную и душевную женщину. Дети воспитывались в лютеранском вероисповедании, хотя герцог был католиком. Это условие было поставлено королём Фридрихом II и включено в брачный договор от 3 сентября 1753 года.

## Потомки
- Фридрих (1754—1816), герцог, затем курфюрст и впоследствии с 1805 года король Вюртемберга, женат на Августе Брауншвейг-Вольфенбюттельской, затем на Шарлотте Великобританской;
- Людвиг Фридрих (1756—1817), в первом браке с Марией Чарторыйской, во втором с Генриеттой Нассау-Вайльбургской. Их сын Александр основал линию герцогов Текских;
- Евгений (1758—1822), женат на Луизе Саксен-Менингенской;
- София Доротея (1759—1828), в православии Мария Фёдоровна, супруга императора Павла I;
- Вильгельм Фридрих (1761—1830), вступил в морганатический брак с Вильгельминой Тундерфельдт-Родис, их сын Фридрих основал линию герцогов Урахских;
- Фердинанд Фридрих Август (1763—1834), в первом браке с Альбертиной Шварцбург-Зондерсгаузенской, во втором — с Паулиной Меттерних;
- Фридерика (1765—1785), супруга герцога Петра Ольденбургского;
- Елизавета (1767—1790), супруга будущего императора Франца II;
- Вильгельмина Фредерика Екатерина (1768—1768);
- Карл Фридрих Генрих (1770—1791);
- Александр (1771—1833), в браке с Антонией Саксен-Кобург-Заальфельдской;
- Генрих (1772—1838), в браке с Каролиной Алексеи.

## Награды
- орден Святой Екатерины 1 степени (12 июля 1776)[3]

## Память
По случаю кончины герцогини Фридерики Доротеи Вюртембергской высочайшим указом императора Павла I был наложен трёхмесячный траур.

### Памятник любезным родителям
Памятник установлен в Павловском парке императрицей Марией Фёдоровной и увековечивает память её родителей герцогини Фридерики Доротеи Вюртембергской и герцога Фридриха Евгения Вюртембергского, её сестёр Фридерики и Елизаветы и брата Карла. Скульптурная группа изображает крылатого Гения смерти и плакальщицу в короне возле двух погребальных урн, установленных на высоком пьедестале из серого мрамора. На верхней части пьедестала укреплён беломраморный медальон-камея с профильными изображениями герцогини и герцога. Нижнюю часть пьедестала украшают три белых мраморных барельефа: в центре изображена встреча герцогини и герцога в загробном мире, слева — бог войны Марс, призывающий Карла на военный подвиг, и бог времени Сатурн, указывающий на пальму бессмертия, справа — небесное вознесение душ Фридерики и Елизаветы. Установлен в 1807 г. Скульптор И. П. Мартос.

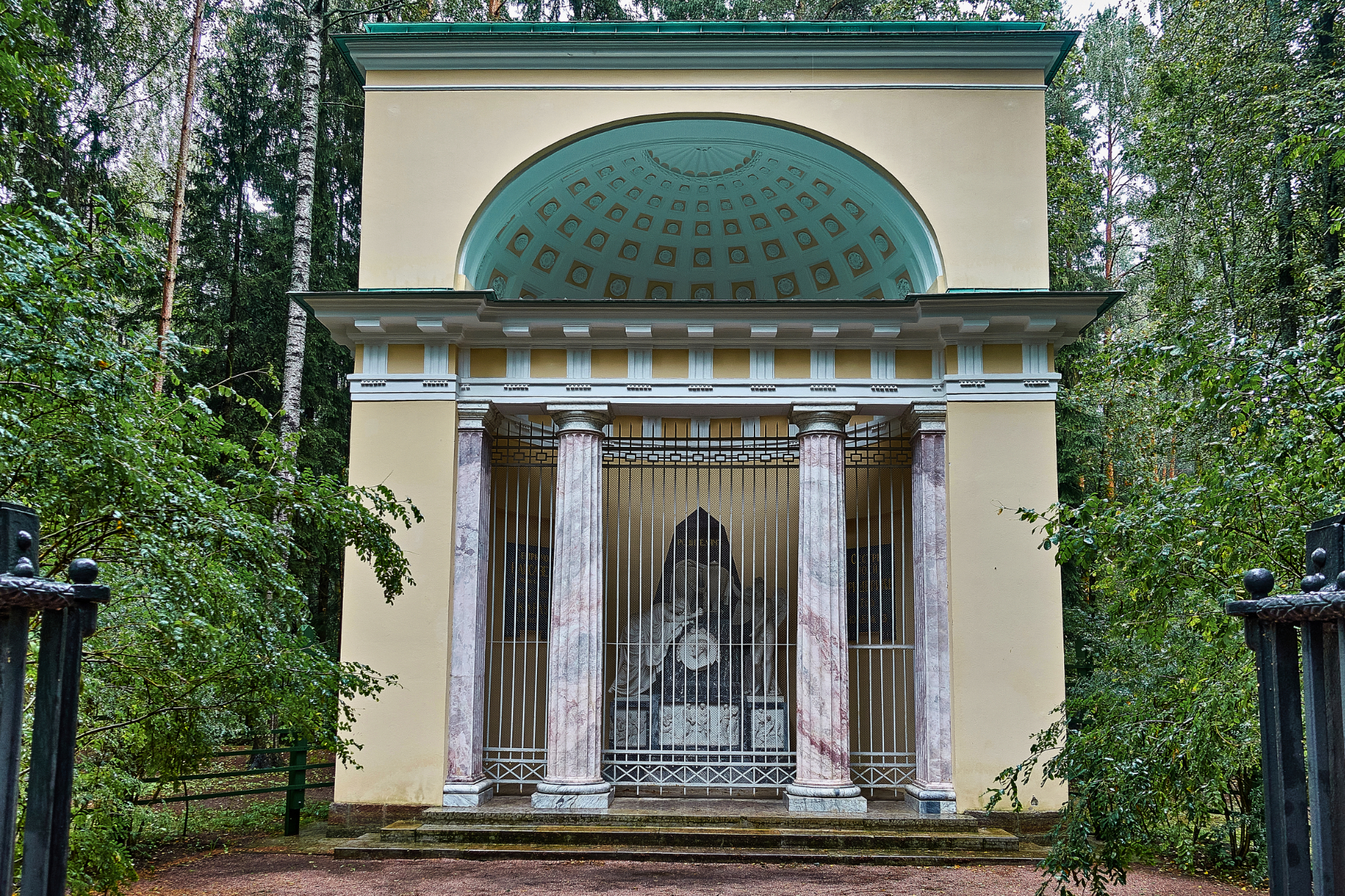
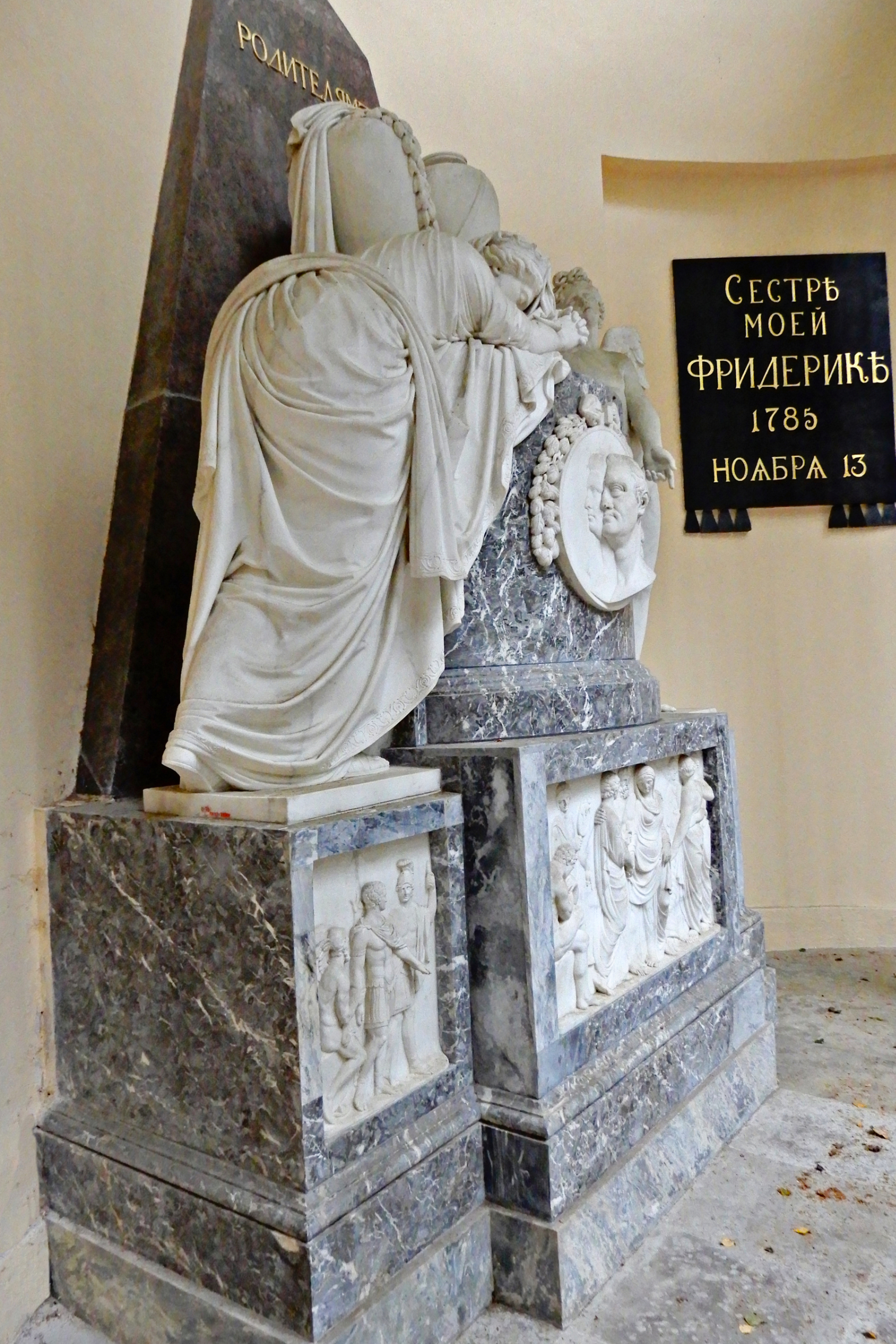
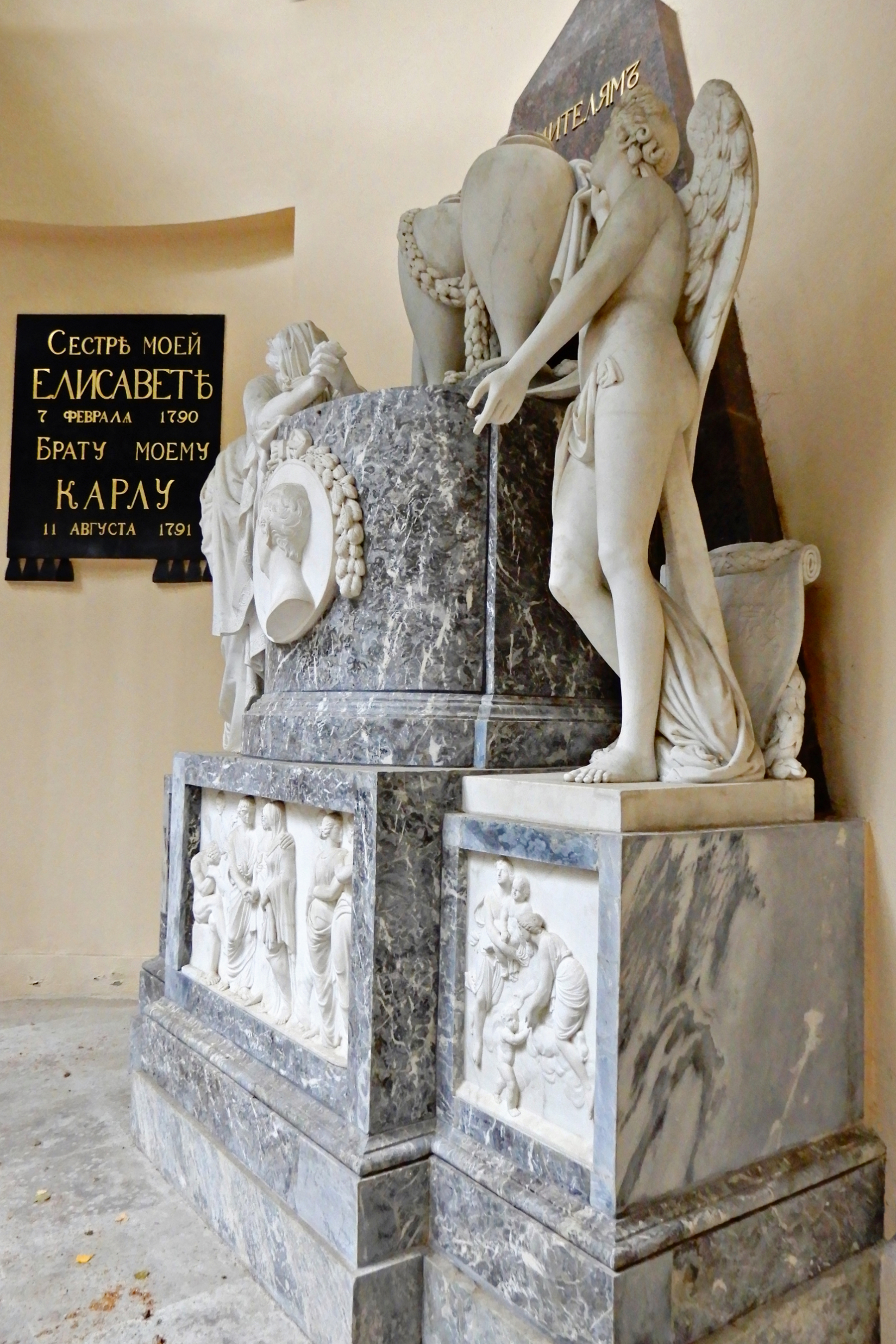
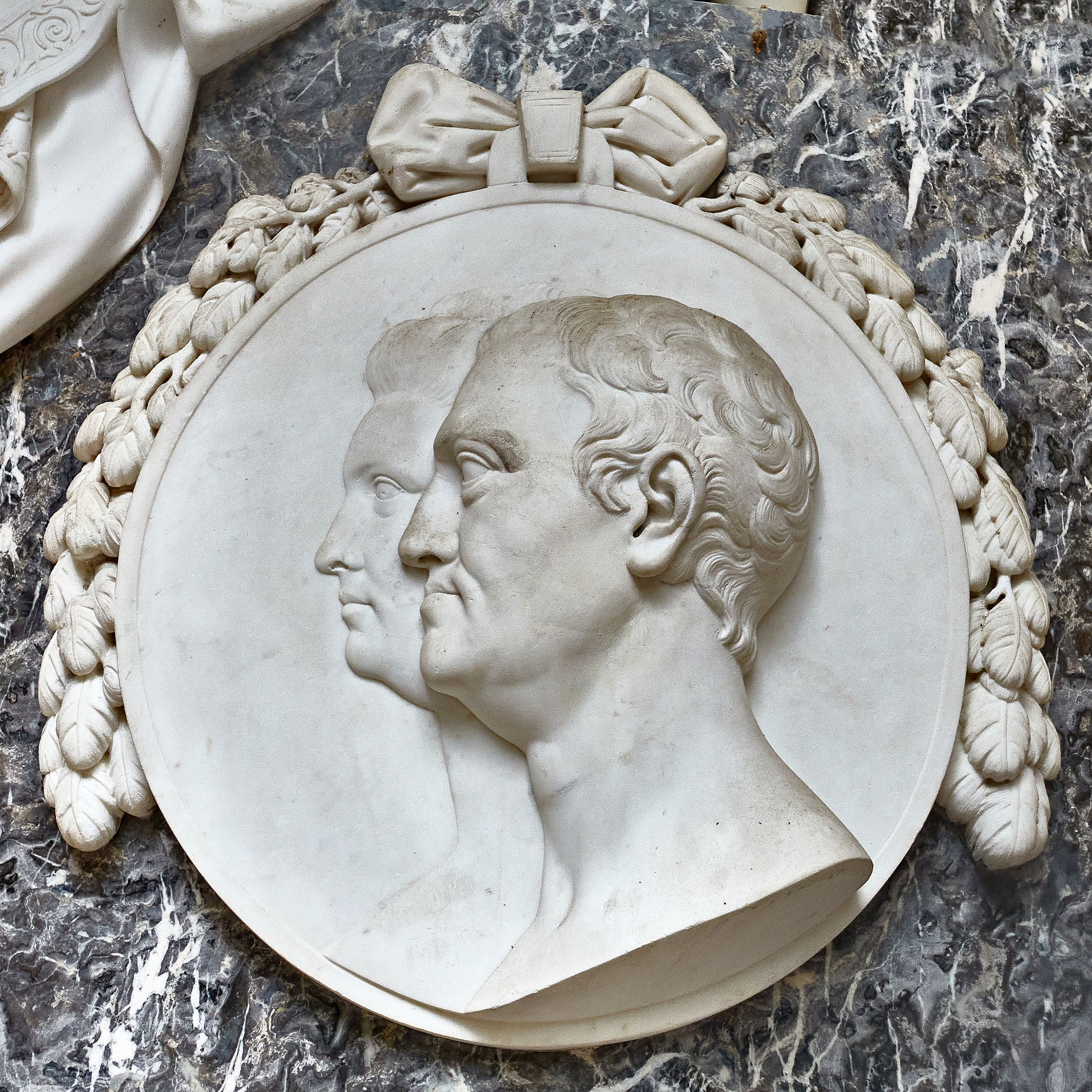